# Popów (powiat poddębicki)
Popów – wieś w Polsce położona w województwie łódzkim, w powiecie poddębickim, w gminie Pęczniew nad Wartą, na wschodnim brzegu zbiornika Jeziorsko.
W latach 1975–1998 miejscowość należała administracyjnie do województwa sieradzkiego.

## Historia
17 stycznia 1769 r., w czasie Konfederacji Barskiej, wskutek intrygi w ogrodzie dworu w Popowie został rozstrzelany regimentarz Józef Gogolewski, bohater tragikomedii Historia o Gogolewskim autorstwa Jacka Kowalskiego (2001).

## Zabytki
Według rejestru zabytków Narodowego Instytutu Dziedzictwa na listę zabytków wpisany jest obiekt:
- park, nr rej.: 296 z 8.02.1979 (park podworski obecnie nie istnieje – zbiornik retencyjny Jeziorsko, (1986) )